# 阿努廷·参威拉恭
阿努廷·参威拉恭（皇家轉寫：Anuthin Chanwirakun，1966年9月13日—），小名奴（泰語： ;字面意思是：大老鼠 ），中文名陳錫堯，出身於曼谷，是泰国政治家，曾任副總理、内政部长、公共卫生部长等职。他是负责管理泰国新冠疫情的重要公众人物，在疫情期間有顯著的影響力。2025年6月18日，随着泰自豪黨退出政府，阿努廷也随之辞职。

## 早年生活和家庭
阿努廷是前總理阿披实·威差奇瓦政府的内政部长差瓦拉·參威拉恭的兒子。他最初与Satannuch Charnvirakul结婚，育有两个孩子。他的第二次婚姻对象是Sasitorn Charnvirakul。阿努廷在Assumption College完成了中等教育，并于1989年在霍夫斯特拉大学获得了工程学位。
阿努廷是一家重要的建筑公司财富的继承人。他的家族公司Sino-Thai Engineering and Construction PCL，建造了一些政府的大型项目，如曼谷的素万那普机场。 他本人是一名工程师，曾担任Sino-Thai的总裁。
多年来，他一直是许多政党的成员，例如国家发展党、泰爱泰党以及在泰自豪党擔任領袖。

## 政治生涯
1996年，阿努廷开始涉足政治，担任外交部长Prachuap Chaiyasan的顾问，之后在2004年至2005年期间担任了副公共卫生部长和2004年的副商务部长。然而，由于他曾加入泰愛泰黨而被禁止在政治职位上任职五年。阿努廷在禁令届满后于2012年加入泰自豪党，并在2012年10月14日当选为泰自豪党的领袖。
在2019年泰国大选中，他是泰自豪党的总理候选人。 
阿努廷一直是医用大麻的主要支持者。他在2022年5月8日表示，他的部門將在同年6月向泰國家庭免費發放100萬株大麻植物，以進行無需許可的種植。

## 争议
在COVID-19 大流行期间，阿努廷发表了一系列贬低外国人的言论。  他在推特上写道，「……你看到的都是法朗人（指“西方人”）。他们逃离自己的国家，来到泰国寻求安全。在清迈，90%的泰国人都戴着口罩，而法朗人却没有人戴口罩。」他接着补充说：「这就是我们的国家被感染的原因。我们应该对法朗人比其他亚洲人更加小心。目前欧洲正在经历冬季，法朗人来到泰国躲避Covid-19疾病。许多法朗人穿得很脏，并且不洗澡。所有（泰国）主人都必须非常小心。」 
在阿努廷對外國人發表的貶低言論引起了負面反應後，該推特帳戶被刪除。許多媒體平台上都有成百上千的評論批評他的言論，有些評論指出，泰國沒有意識到外國旅遊對其經濟的貢獻。在受到壓力後，阿努廷後來聲稱他不知道這個推特帳戶屬於誰，並且他沒有發表這些評論，雖然後來他向大眾道歉。泰語新聞網站Khaosod對此事件進行了詳細報導，展示了推特帳戶被刪除前的一部分評論。
在2020年3月爆發的言論事件前一個月，Anutin因在曼谷暹罗車站的一个活动中看到一些外国人没有戴口罩而发表了应该把外国人踢出泰国的言论，引起了批评。 后来他听取了美国卫生部长杰罗姆·亚当斯博士的建议，认为未感染者不需要戴口罩，于是改变了他的观点。

## 皇家榮譽
Anutin 在泰国的荣誉系统中获得了以下皇家勋章：
- 泰国最高贵勋章骑士大勋章（特级） [19]
- 白象最高骑士团骑士大戒（特级） [20]